# Niewiarowo-Przybki
Niewiarowo-Przybki [ɲevjaˈrɔvɔ ˈpʂɨpki] est un village polonais de la gmina de Grodzisk dans le powiat de Siemiatycze et dans la voïvodie de Podlachie.